# Britt Dekker
Britt Dekker (Purmerend, 24 februari 1992) is een Nederlandse dressuuramazone, presentatrice en vlogster. In 2023 won zij het Europese kampioenschap dressuur voor Iberische paarden. 

## Levensloop
Dekker nam in 2009 deel aan het RTL 5-datingprogramma Take me out. Ze was toen 17. In 2010 werd zij gevraagd voor het televisieprogramma Echte meisjes in de jungle, waarin zij als winnaar uit de strijd kwam en € 30.000 won. Kort daarna behaalde ze haar havodiploma.
Het optreden van Dekker kreeg een vervolg toen ze samen met Ymke Wieringa een eigen programma kreeg op het online platform van RTL, genaamd RTL XL. Het programma verscheen als De zomer van Britt & Ymke. Het tweetal bezocht hierin diverse zomerse evenementen. Diezelfde zomer bracht Dekker een parodie uit op de zomerhit Loca People van Sak Noel, getiteld F*cking vet. De single haalde de 11e plaats in de Single Top 100. Dekker stelde een dubbelalbum samen met daarop haar favoriete liedjes: Britts f*cking vette hits.
Het kledingmerk Zeroteez bracht een speciale Brittlijn uit, bestaande uit T-shirts met prints van verschillende uitspraken die Dekker op de televisie had gedaan.
In 2012 was Dekker te zien in het vervolg op Echte meisjes in de jungle, getiteld Echte meisjes op zoek naar zichzelf. Deze reeks speelde zich af in Nepal. Dekker werd in aflevering vijf geëlimineerd, waardoor zij als eerste weg moest. Dekker en Wieringa verbonden zich in december 2011 aan RTL 5, waar zij samen meer programma's maakten.
In april 2012 zond RTL 5 hun eerste tv-programma Britt en Ymke en het mysterie van... uit. Hierin gingen Dekker en Wieringa op wereldreis en ontrafelden zij elke week een mysterie. De presentatie was in handen van Dennis Weening en Rick Brandsteder.
In hun eigen talkshow Britt en Ymke stellen vragen, die in oktober 2012 voor het eerst werd uitgezonden op RTL 5, interviewden Dekker en Wieringa bekende Nederlanders over de televisiewereld. In 2013 volgde het tv-programma Waar rook is... zijn Britt & Ymke, waarin zij achterhaalden of berichten in roddelbladen op waarheid berustten. Begin 2014 fungeerden de twee als reisleider in Britt en Ymke aan de bak in Blanes.
In maart 2014 was Dekker als deelnemer te zien in het SBS6-programma Sterren Springen op Zaterdag, waarbij ze leerde schoonspringen. Ze kwam via een wildcard in de finale, echter kon ze vanwege een gebroken teen die ze daar opdeed niet mee doen. Haar finalesprong werd daarom gedaan door Andy van der Meijde. In het najaar van 2014 was Dekker samen met Jochem van Gelder te zien als presentator van het SBS6-programma Het beste idee van Nederland.
In 2018 begon Dekker met presenteren van het Zappsport-onderdeel The battle, samen met Ron Boszhard. Met dit programma won ze in 2019 de Televizier-Ster Jeugd op het Gouden Televizier-Ring Gala. In 2019 was Dekker te zien als vaste teamcaptain in het televisieprogramma Te leuk om waar te zijn. In het najaar van 2019 maakte Dekker, samen met haar paard George, haar acteerdebuut in de door haar bedachte bioscoopfilm Whitestar. Ze hernam deze rol in de vervolgfilm Silverstar uit 2022. Deze laatste film behaalde een Gouden Film, voor het behalen van 100.000 bezoekers.
In 2020 was Dekker te zien als presentatrice van de kennisquiz Voor het blok bij de AVROTROS. In oktober 2020 maakte ze haar opwachting als panellid in het SBS6-programma Wie van de Drie.
Dekker is een verdienstelijk dressuurruiter. Ze plaatste zich in 2018 en 2021 voor de Nederlandse Kampioenschappen. In oktober 2023 werd Dekker eerste bij het Europese kampioenschap dressuur in Parijs, met paard George die ze in 2019 van John de Mol had gekregen als betaling voor programma's die ze voor Talpa maakt. George wordt daarom ook wel 'Talpaard' genoemd.
Dekker heeft met Esra de Ruiter een YouTube-kanaal, waarin de paardenliefhebberij centraal staat.

### Privé
Dekker verloofde in 2023 met regisseur Max Apotowski, met wie ze sinds 2013 samen is. Op 7 september 2024 trouwde het stel. Jochem van Gelder verbond het koppel als trouwambtenaar in de echt.

## GeenStijl
In 2011 werd de publicatie van foto's van haar onderwerp van een auteursrechtelijk geschil. Dekker poseerde op Lanzarote voor de Nederlandse editie van Playboy. De foto's waren bedoeld voor het novembernummer van dat jaar. De redactie van GeenStijl plaatste echter nog voor de publicatiedatum links naar verschillende filehostingwebsites waarop de foto's zonder toestemming van uitgever Sanoma beschikbaar waren gesteld. GS Media B.V. werd daarop door Sanoma Media Netherlands B.V., Playboy International Inc. en Dekker gedagvaard. De zaak bereikte uiteindelijk de Hoge Raad, die in 2015 vragen stelde aan het Europese Hof van Justitie over de toelaatbaarheid van linken naar illegale content. Dat hof oordeelde op 8 september 2016 dat door het plaatsen van hyperlinks naar beschermde werken die zonder de toestemming van de rechthebbende beschikbaar zijn gesteld op een andere website, inbreuk wordt gemaakt op diens auteursrecht, indien degene die de link plaatste wist of redelijkerwijs kon weten dat die publicatie een illegaal karakter had.

## Film
- 2013 - Despicable Me 2, als Jillian (stem)
- 2019 - Whitestar, als Megan
- 2022 - Silverstar, als Megan
- 2022 - De Club van Sinterklaas en de Race tegen de Klok, als zichzelf

## Televisie
| Televisie als presentatrice / panellid | Televisie als presentatrice / panellid   | Televisie als presentatrice / panellid                             |
| Jaar                                   | Productie                                | Opmerkingen                                                        |
| -------------------------------------- | ---------------------------------------- | ------------------------------------------------------------------ |
| 2011                                   | De zomer van Britt en Ymke               | Online programma op RTL XL                                         |
| 2012                                   | Britt en Ymke en het mysterie van...     | Presentatieduo met Ymke Wieringa                                   |
| 2012                                   | Britt en Ymke stellen vragen             | Presentatieduo met Ymke Wieringa                                   |
| 2013                                   | Waar rook is... zijn Britt en Ymke       | Presentatieduo met Ymke Wieringa                                   |
| 2014                                   | Britt en Ymke aan de bak in Blanes       | Presentatieduo met Ymke Wieringa                                   |
| 2014                                   | Shownieuws                               | Verslaggeefster                                                    |
| 2014                                   | Het Beste Idee van Nederland             | Presentatieduo met Jochem van Gelder                               |
| 2014                                   | De Social Club                           | Een van de presentatoren                                           |
| 2018-heden                             | Zappsport: the battle                    | Presentatieduo met Ron Boszhard                                    |
| 2018-heden                             | Rodelopershow gouden televizierringgala  | Presentatieduo met Frits Sissing/Maik de Boer/Splinter Chabot      |
| 2018                                   | De Wereld Draait Door                    | Tafeldame                                                          |
| 2019                                   | Te leuk om waar te zijn                  | Vaste teamcaptain                                                  |
| 2019-2020                              | Britt's Beestenbende                     | Presentatrice                                                      |
| 2019                                   | Opgezadeld met Britt                     | Documentairereeks door Annette van Trigt                           |
| 2020-heden                             | Zapplive Awards                          | Presentatieduo met Klaas van Kruistum                              |
| 2020                                   | Britts gouwe ouwen                       | Presentatrice                                                      |
| 2020                                   | Zapplive extra                           | Presentatrice                                                      |
| 2020-heden                             | Voor het blok                            | Presentatrice                                                      |
| 2020-heden                             | Wie van de Drie                          | Panellid                                                           |
| 2021                                   | Iedereen is van de wereld                | Teamcaptain                                                        |
| 2021                                   | We Want More                             | Presentatieduo met Wendy van Dijk                                  |
| 2021                                   | First & Last                             | Presentatieduo met Martien Meiland                                 |
| 2021                                   | Ik neem je mee                           | Presentatrice                                                      |
| 2021-2022                              | Wie kent Nederland?                      | Panellid                                                           |
| 2022                                   | Vandaag Inside                           | Tafeldame                                                          |
| 2022                                   | Samen in actie voor Oekraïne             | Een van de presentatoren                                           |
| 2022-heden                             | CupCakeCup                               | Presentatrice                                                      |
| 2022                                   | De Grote Gezondheidsquiz                 | Teamcaptain                                                        |
| 2023                                   | Ministars                                | Presentatieduo met Wendy van Dijk                                  |
| 2023                                   | Ranking the Talent                       | Gastjurylid                                                        |
| 2023-heden                             | Recordbrekers                            | Presentatieduo met Ron Boszhard                                    |
| 2024-heden                             | Lachen om Home Video's                   | Presentatrice                                                      |
| 2024-heden                             | JA of NEE?                               | Presentatieduo met Kalvijn                                         |
| 2024-heden                             | De beste wensen                          | Een van de presentatoren                                           |
| 2025                                   | Hart tegen Hart                          | Teamcaptain                                                        |
| Televisie als actrice                  |                                          |                                                                    |
| Jaar                                   | Productie                                | Opmerkingen                                                        |
| 2012                                   | De TV-kantine                            | Gastrol als zichzelf                                               |
| 2015                                   | Sinterklaasjournaal                      | Gastrol als zichzelf                                               |
| Televisie als deelneemster             |                                          |                                                                    |
| Jaar                                   | Productie                                | Opmerkingen                                                        |
| 2009                                   | Take Me Out                              | Eén seizoen                                                        |
| 2011                                   | Echte meisjes in de jungle               | Winnares                                                           |
| 2011                                   | De Man met de Hamer                      | Twee afleveringen                                                  |
| 2011                                   | Doe Maar Normaal                         | Team 2 samen met Willem de Bruin                                   |
| 2011                                   | Van der Vorst ziet sterren               | Peter van der Vorst kwam op bezoek                                 |
| 2012                                   | Echte meisjes op zoek naar zichzelf      | Als eerste afgevallen                                              |
| 2013                                   | Join the Beat                            | Speciale gast samen met Lange Frans                                |
| 2014                                   | Sterren Springen op Zaterdag             | Voor de finale gestopt vanwege een blessure                        |
| 2015                                   | Alles mag op vrijdag                     | Team Gordon samen met Jamai Loman                                  |
| 2016                                   | Alles mag op zaterdag                    | Team Gerard samen met Veronica van Hoogdalem                       |
| 2016                                   | Het collectief geheugen                  | Team Diederik Ebbinge                                              |
| 2017                                   | Het zijn net mensen                      | Samen te gast met Rick Brandsteder                                 |
| 2018                                   | Holland-België                           | Team Nederland samen met Ruben Nicolai en Jeroen van Koningsbrugge |
| 2019                                   | Wie ben ik?                              | Team Tijl                                                          |
| 2019                                   | Ik hou van Holland                       | Team Jeroen van Koningsbrugge                                      |
| 2019                                   | Waar is De Mol?                          | Met Johnny de Mol naar Oekraïne                                    |
| 2020                                   | Op vrijdag                               | Samen te gast met Frank Evenblij                                   |
| 2021                                   | De kluis                                 | Winnende team                                                      |
| 2021                                   | Het Jachtseizoen                         | Duo met Simon Keizer                                               |
| 2022                                   | Think Inside the Box                     | Samen met Sander Lantinga                                          |
| 2022                                   | Code van Coppens: De wraak van de Belgen | Duo met Martien Meiland                                            |
| 2023                                   | The Masked Singer                        | Deelnemer Zeester, afgevallen in aflevering 4                      |

## Discografie

### Singles
| Single met eventuele hitnotering(en) in de Nederlandse Top 40 | Datum van verschijnen | Datum van binnenkomst | Hoogste positie | Aantal weken | Opmerkingen                 |
| ------------------------------------------------------------- | --------------------- | --------------------- | --------------- | ------------ | --------------------------- |
| F*cking vet!!!                                                | 2011                  | -                     |                 |              | Nr. 11 in de Single Top 100 |
| De wereld rond                                                | 2012                  | -                     |                 |              | Feat Ymke                   |

### Als illustrator
Boekenserie Britt & Esra van schrijfster Joke Reijnders:
- Britt & Esra: Ponyvriendin in gevaar (2016)
- Britt & Esra: Het avontuur met het zadel (2016)
- Britt & Esra: De mysterieuze paardendiefstal (2017)
- Britt & Esra: Het paard zonder ruiter (2017)
- Britt & Esra: Safari te paard (2017)
- Britt & Esra: Het verdwenen paard (2018)
- Britt & Esra: Paardenvriendinnen voor altijd (2018)
- Britt & Esra: Het spookpaard op de prairie (2019)
- Britt & Esra: Op zoek naar de verdwenen huifkar (2019)
- Britt & Esra: Een paardendief in Japan (2020)

### Bestseller 60
| Boeken met noteringen in de Nederlandse Bestseller 60 | Jaar van verschijnen | Datum van binnenkomst | Hoogste positie | Aantal weken | Opmerkingen |
| ----------------------------------------------------- | -------------------- | --------------------- | --------------- | ------------ | ----------- |
| Een veulen op de manage                               | 2023                 | 22-11-2023            | 20              | 1            |             |
| Winteravontuur ter paard                              | 2024                 | 24-01-2024            | 31              | 1            |             |
| Paard op hol!                                         | 2025                 | 26-02-2025            | 56              | 1            |             |

- International Standard Name Identifier: 0000 0004 5938 7721
- MusicBrainz: a194c735-d1a4-4f5c-9bab-66402afc7c49
- Nederlandse Thesaurus van Auteursnamen: 404026354
- Virtual International Authority File: 132147266576035480448
- WorldCat: E39PBJcrddx9tGJQTMdpJJ4rMP